# Angriff ist die beste Verteidigung
Angriff ist die beste Verteidigung (Originaltitel: Best Defense) ist eine US-amerikanische Filmkomödie aus dem Jahr 1984. Regie führte Willard Huyck, der auch das Drehbuch nach dem Roman Easy and Hard Ways Out von Robert Grossbach schrieb.

## Handlung
Der Film enthält zwei Handlungsstränge, die einige Jahre auseinander liegen, im Film aber ineinander verwoben werden. 
Auf einer Präsentation der United States Army in Kuwait kommandiert Lieutenant T.M. Landry den neuen Panzer XM-10 Annihilator, der noch einige Kinderkrankheiten aufweist. Die Vorführung endet in einem größeren Fiasko: Der Panzer verlässt unkontrollierbar das Präsentationsgelände und walzt alles platt, was ihm in die Quere kommt. 
An dieser Stelle setzt der zweite Handlungsstrang ein. Wylie Cooper ist Ingenieur und an der Entwicklung der zentralen Elektronikeinheit für die Zielerfassung des XM-10 beteiligt. Die Ergebnisse sind niederschmetternd, bei einem Test wird der Prototyp zerstört, und die Firma steht kurz vor dem Bankrott.
In einem Lokal trifft er auf den Chefentwickler einer Konkurrenzfirma, die an einem gleichartigen Gerät arbeitet. Dieser ist einen Deal mit dem KGB eingegangen und will die Forschungsergebnisse den Russen in just diesem Lokal verkaufen. Während er mit Wylie redet, revidiert er jedoch seine Meinung und spielt die Diskette mit den Forschungsergebnissen Wylie zu, der gerade noch mitbekommen kann, wie sein Konkurrent von einem blonden Mann in ein Auto verfrachtet und entführt wird.
Wylies Kollege Steve Loparino findet am nächsten Tag die Diskette in Wylies Unterlagen und setzt Kollegen und Vorgesetzte über die verbesserte Konstruktion in Kenntnis. Obwohl Wylie es nicht will, wird ihm der Ruhm dafür zuteil, er wird befördert, erhält einen Firmenwagen und auf Firmenkosten ein neues Heim für sich und seine Familie, die bislang in bescheidenen Verhältnissen leben musste.
Währenddessen wird der auf einer Irrfahrt befindlichen Panzerbesatzung mitgeteilt, dass zwischen dem Irak und Kuwait ein Krieg ausgebrochen ist und sie sich mitten im Kampfgebiet befinden. Ihre Mission ist es, zu ihrer Einheit zurückzukehren.
Während einer Präsentation im Veranstaltungssaal eines Hotels zwischen seiner Firma und der Army kommt Wylie seiner Kollegin Clair Lewis näher, und beide wollen sich in einem Zimmer zu einem Schäferstündchen treffen. Auf dem Weg dorthin wird Wylie von dem KGB-Agenten aus dem Lokal abgefangen. Er teilt Wylie mit, dass er den Chefentwickler der Konkurrenzfirma ermordet habe und darüber Bescheid wisse, dass er die Entwicklung nur abgekupfert hat. Er erpresst ihn zur Herausgabe der Informationen und verspricht ihm im Gegenzug einige zehntausend Dollar. Wylie willigt ein. Während er sich anschließend mit Clair trifft, kommt heraus, dass das FBI über alle Vorgänge im Bilde ist. Man zwingt ihn dazu, zum Schein auf den Deal mit dem KGB-Agenten einzugehen, um ihn dingfest machen zu können. Beim verabredeten Zusammentreffen auf dem Hotelparkplatz kommt es zu einer Schießerei, bei der der KGB-Agent getötet wird.
Währenddessen erreicht Landry seine Einheit. Sein neuer Befehl lautet, eingeschlossene Kameraden an der Front zu unterstützen. Widerwillig stimmt er zu und tritt seine Aufgabe an.
Wylie kommt wie versprochen unbehelligt aus der Affäre mit FBI und KGB heraus. Er wird von seinem Boss zum neuen Chefentwickler befördert. Ihm wird jedoch klar, dass die neueste Entwicklungsstufe des Zielsystems einen eklatanten Fehler aufweist, sobald es zu warm wird. Innerhalb der Firma wird versucht, das Problem zu vertuschen, um während eines Tests durch die Army gut dazustehen, damit man den Auftrag erhält. 
Nun sieht man die Panzerbesatzung im Kampfeinsatz, wie sie verzweifelt versucht, die Waffen abzufeuern. Offenbar durch eine Überhitzung des Systems ist es nicht möglich, einen herannahenden Kampfhubschrauber außer Gefecht zu setzen.
Während die Army den Auftrag gerade vergeben will, platzt Wylie in die Präsentation und kann über die Probleme informieren. Er hat auch eine Lösung parat, die das Zielsystem kühlen kann. Der Vertrag wird daher trotzdem geschlossen.
Im Panzer schwenkt der Fokus auf das von Wylie entwickelte Kühlsystem. Als es aktiviert wird, kann die Abschusssequenz der Bordraketen aktiviert werden, und der angreifende Hubschrauber wird zerstört.
Der Film endet mit den als Helden gefeierten Lieutenant T.M. Landry und Wylie Cooper.

## Synchronisation
| Rolle                  | Darsteller     | Sprecher           |
| ---------------------- | -------------- | ------------------ |
| Wylie Cooper           | Dudley Moore   | Elmar Wepper       |
| Lieutenant T.M. Landry | Eddie Murphy   | Randolf Kronberg   |
| Laura Cooper           | Kate Capshaw   | Dagmar Heller      |
| Steve Loparino         | George Dzundza | Hartmut Neugebauer |
| KBG-Agent Jeff         | David Rasche   | Peter Fricke       |

## Kritiken
Trevor Johnston schrieb in der Zeitschrift Time Out London, der Film sei „deprimierend unwitzig“ („dismally unfunny“).
Das Lexikon des internationalen Films schrieb, der Film sei eine „turbulente Militärklamotte um die Entwicklung eines "Wunder"-Panzers, von der Konstruktion bis zum kriegerischen Einsatz, mit deutlich ironischer Anspielung auf die Praktiken der amerikanischen Rüstungsindustrie und des Pentagons“. Die „lustige Situationskomödie“ sei „gut gespielt“.
Die Zeitschrift Cinema bezeichnete den Film als „satirische Militärkomödie“, mit einer „Gagtrefferquote nahe null.“

## Hintergründe
- Der Film wurde in Hollywood und in Israel gedreht.[4]
- Die Produktionskosten betrugen schätzungsweise 18 Millionen US-Dollar. Der Film spielte in den USA ca. 19,3 Millionen US-Dollar ein.[5]
- Der Film wurde zunächst ohne die in Kuwait spielenden Szenen gedreht und fertiggestellt. Nachdem der Film bei Probeaufführungen schlecht ankam, wurde die Rolle für Eddie Murphy kreiert.[6]